# Liste des pièces de 1 dollar américain Sacagawea
La pièce de 1 dollar américain Sacagawea est la pièce en circulation aux États-Unis depuis 2000. Depuis cette année et jusqu'en 2008, le revers et l'avers restent les mêmes. En 2009, la loi Pub.L. 110-82, connue sous le nom de « Native American $1 Coin Act » demande notamment que la pièce d'un dollar doit représenter « des images célébrant les contributions importantes des tribus indiennes et des Amérindiens au développement des États-Unis et à l'histoire de ce pays », avec un revers différent chaque année, l'avers, créé par Glenna Goodacre, une représentation de la guide shoshone Sacagawea portant son fils Jean-Baptiste Charbonneau sur son dos, continue à être utilisé. La loi prévoit également la suppression de la date sur l'avers, de la mention « E PLURIBUS UNUM » sur le revers de la pièce ainsi que du différent, au profit d'un ajout sur la tranche.

## Différents revers
Les dollars Sacagawea ont tous les mêmes avers, l'effigie de Sacagawea, portant dans son dos, son fils Jean-Baptiste Charbonneau, en dessous de la légende LIBERTY (liberté). À gauche, la légende IN GOD WE TRUST (En dieu nous croyons) et à droite la date et le différent,. Ces deux derniers sont déplacés sur la tranche à partir de 2009, pour la série « Native American »,. C'est l'oeuvre de la sculptrice Glenna Goodacre qui reçoit 5 000 dollars, en pièces de un dollar, en paiement.
À partir de 2009, les revers comprennent tous les inscriptions « UNITED STATES OF AMERICA » ET « $1 ».

### 2000-2008
Conçu pour compléter l'avers, le revers choisi présente un aigle en vol entouré de 17 étoiles qui représentent chaque État de l'Union à l'époque de l'expédition de Lewis et Clark en 1804. Il comprend les inscriptions UNITED STATES OF AMERICA au dessus de l'aigle, E PLURIBUS UNUM à gauche et ONE DOLLAR en dessous de l'oiseau. Le dessin est l'oeuvre de Thomas D. Rogers, qui a également réalisé les revers de quatre pièces des 50 États,.

### 2009
La première pièce de la série Native American, émise en 2009, est conçue par le sculpteur-graveur de la Monnaie Norman E. Nemeth, le sujet étant la propagation de l'agriculture des Trois Sœurs. Elle représente une Amérindienne plantant des graines dans un champ peuplé de maïs, de haricots et de courges. L'adoption des méthodes agricoles indiennes s'est avérée cruciale pour la survie des colons européens au cours de leurs premières années en Amérique,. C'est la première année où la mention « E PLURIBUS UNUM », la date et le différent se trouvent sur la tranche.

### 2010
Le revers de la pièce d'un dollar amérindien de 2010 reflète le thème du « grand arbre de la paix (en) ». Il représente une ceinture Hiawatha avec cinq flèches reliées entre elles. Ce dessin représente la Confédération iroquoise, une alliance diplomatique et politique souple entre cinq nations amérindiennes différentes qui remonte aux années 1400. Le dessin est réalisé par Thomas Cleveland, du programme Artistic Infusion et comprend les inscriptions « HAUDENOSAUNEE » et « GREAT LAW OF PEACE » (grande loi de paix),.

### 2011
Le thème du dollar amérindien 2011 est  « Diplomatie - Traités avec les nations tribales ». À ce titre, le revers représente une cérémonie de transmission du calumet de la paix à la suite du traité conclu en 1621 entre la tribu des Wampanoag et les colons européens dans la baie de Plymouth. Les mains tenant le calumet de paix représentent le Sachem suprême Ousamequin Massasoit de la Grande nation Wampanoag et le gouverneur John Carver de la colonie de Plymouth. Le revers porte, entre autres, l'inscription « WAMPANOAG TREATY 1621 ». La pièce est conçue par Richard Masters du même programme que Cleveland et gravée par le sculpteur-graveur de la Monnaie Joseph Menna,. 

### 2012
Le motif du revers du Native American Dollar de 2012 représente les profils d'un Amérindien et d'un cheval, avec des chevaux courant à l'arrière-plan. L'image symbolise la diffusion historique du cheval, qui joue un rôle déterminant sur les routes commerciales du XVIIe siècle et contribue de manière significative au développement de la nation. Ce dessin sur le thème des routes commerciales du XVIIe siècle est à nouveau créé par Thomas Cleveland et gravé par la sculptrice-graveuse de la Monnaie, Phebe Hemphill,.

### 2013
Le dollar 2013, qui rend hommage au traité conclu avec les Lenape en 1778, marque le premier accord officiel entre les États-Unis et une tribu indigène. Le dessin de Susan Gamble, également du programme Artistic Infusion, représente une dinde, un loup hurlant et une tortue, tous emblématiques de la culture Lenape, gravés par Phebe Hemphill. En plus des inscriptions annuelles classiques, on trouve TREATY WITH THE DELAWARES et 1778.

### 2014
En 2014, un homme amérindien est représenté tenant un calumet cérémoniel tandis que sa femme tient une assiette remplie de provisions comprenant du poisson, du maïs, des racines et des calebasses. À l'arrière-plan, l'image stylisée de la boussole de William Clark affiche « NW » pour « nord-ouest ». Le dessin est réalisé par Chris Costello, du programme Artistic Infusion et gravé par Joseph Menna,.

### 2015
Le dollar de 2015 représente des monteurs Mohawk sur son revers, en hommage à la contribution des monteurs Mohawk de Kahnawake et d'Akwesasne à la construction des gratte-ciel de la ville de New York. Ronald D. Sanders dessine le revers et Phebe Hemphill le sculpte. À part les inscriptions légales, il comporte également « MOHAWK IRONWORKERS »,.

### 2016
Le revers de la pièce de 2016 commémore les code talkers des deux guerres mondiales. Le dessin de Thomas D. Rogers représente le casque Brodie de la Première Guerre mondiale, le casque M1 de la Seconde Guerre mondiale et deux plumes formant un V, symbole de la victoire, de l'unité et de l'importance du rôle des code talkers. Les inscriptions comprennent « UNITED STATES OF AMERICA », « $1 », « WWI » et « WWII »,.

### 2017
Sequoyah, l'inventeur du syllabaire cherokee, est représenté sur le revers du dollar 2017, comme l'a choisi le CCAC (Citizens Coinage Advisory Committee - Comité consultatif des citoyens sur la monnaie) le 7 octobre 2015. Le revers est créé par Chris Costello et sculpté par le graveur de la Monnaie, Charles L. Vickers,.

### 2018
Jim Thorpe est représenté sur le revers du dollar 2018, le dessin de Michael Gaudioso ayant été approuvé par le CCAC. Le profil de Thorpe est représenté à l'arrière-plan, tandis que le premier plan met en évidence ses exploits en football et en tant qu'athlète olympique. Les inscriptions comprennent « JIM THORPE » et « BRIGHT PATH »,.

### 2019
Le thème du dollar 2019 est « Les Indiens d'Amérique dans le programme spatial », et il représente Mary G. Ross et John Herrington. Joseph Menna sculpte le dessin d'Emily Damstra. Le revers représente la célèbre ingénieure Mary Golda Ross en train d'effectuer des calculs. Derrière elle, une fusée Atlas s'élance dans l'espace, avec une équation inscrite dans son nuage. Un astronaute, symbole des astronautes amérindiens, dont John Herrington, sort dans l'espace. Dans le champ derrière, un groupe d'étoiles indique l'espace extra-atmosphérique,.

### 2020
Le thème de la pièce d'un dollar amérindien de 2020 est Elizabeth Peratrovich et la loi anti-discrimination de l'Alaska. Le dessin représente le portrait d'Elizabeth Peratrovich, dont l'action a été considérée comme un facteur décisif dans l'adoption de la loi anti-discrimination de 1945 par le gouvernement territorial de l'Alaska. Au premier plan figure un symbole de la collectivité Tlingit, dont elle était membre. Les inscriptions comprennent « ELIZABETH PERATROVICH » et « ANTI-DISCRIMINATION LAW OF 1945 ». L'artiste médailliste de la Monnaie des États-Unis, Phebe Hemphill, a créé et sculpté le dessin,.

### 2021
En mars 2018, le CCAC recommande des thèmes de conception pour le dollar jusqu'en 2024. Le dollar 2021 représente les Amérindiens dans le service militaire américain de 1775 à nos jours. Le dessin de Donna Weaver est sculpté par Joseph Menna et comporte deux plumes d'aigle et cinq étoiles représentant les cinq branches de l'armée américaine,.

### 2022
Le revers du dollar 2022 rend hommage à Ely Samuel Parker. Le motif du revers, créé par Paul C. Balan ert sculpté par Joseph menna, représente Ely Samuel Parker, en uniforme militaire. Une plume d'oie et un livre, ainsi que l'image de sa signature, sont les symboles de son expérience en tant qu'expert en communication. Les inscriptions « TONAWANDA SENECA » et  « HA-SA-NO-AN-DA » rappellent sa tribu et le nom qui lui a été donné à la naissance,. 

### 2023
Bien que le dollar 2023 soit annoncé pour honorer Charles Alexander Eastman, la pièce mise en circulation commémore Maria Tallchief, la célèbre ballerine. Conçu par Ben Sowards et sculpté par Phebe Hemphill, le motif du revers représente Maria Tallchief dans une pose de danseuse. Le motif lunaire est un clin d'œil aux Five Moons (en), tandis que les quatre ballerines à l'arrière-plan symbolisent à la fois les ballerines amérindiennes contemporaines de Tallchief et les générations de danseurs qu'elles ont inspirées. Les inscriptions comprennent « MARIA TALLCHIEF » et « AMERICAN INDIANS IN BALLET »,.

### 2024
Le revers du dollar 2024 célèbre le 100e anniversaire de l'Indian Citizenship Act de 1924 (également connu sous le nom de Snyder Act).

## Frappes
| Année | Philadelphie | Denver      | San Francisco | Total         |
| ----- | ------------ | ----------- | ------------- | ------------- |
| 2000  | 767 150 500  | 518 916 000 | 4 047 904     | 1 290 114 404 |
| 2001  | 62 468 000   | 70 939 500  | 3 183 740     | 136 591 240   |
| 2002  | 3 865 610    | 3 732 000   | 3211 995      | 10 809 605    |
| 2003  | 3 080 000    | 3 080 000   | 3 298 439     | 9 458 439     |
| 2004  | 2 660 000    | 2 660 000   | 2 965 422     | 8 285 422     |
| 2005  | 2 520 000    | 2 520 000   | 3 344 679     | 8 384 679     |
| 2006  | 4 900 000    | 2 800 000   | 3 054 436     | 10 754 436    |
| 2007  | 3 640 000    | 3 920 000   | 2 259 847     | 9 819 847     |
| 2008  | 1 820 000    | 1 820 000   | 1 998 108     | 5 638 108     |
| 2009  | 37 380 000   | 33 880 000  | 2 179 867     | 73 439 867    |
| 2010  | 32 060 000   | 48 720 000  | 1 689 216     | 82 469 216    |
| 2011  | 29 400 000   | 48 160 000  | 1 673 010     | 79 233 010    |
| 2012  | 2 800 000    | 3 080 000   | 1 189 445     | 7 069 445     |
| 2013  | 1 820 000    | 1 820 000   | 802 460       | 4 442 460     |
| 2014  | 3 080 000    | 5 600 000   | 665 100       | 9 345 100     |
| 2015  | 2 800 000    | 2 240 000   | 1 050 166     | 6 090 166     |
| 2016  | 2 100 000    | 2 800 000   | 5 823 414     | 10 723 414    |
| 2017  | 3 020 736    | 2 737 136   | 878 306       | 3 848 460     |
| 2018  | 1 400 000    | 1 400 000   | 517 081       | 3 317 081     |
| 2019  | 1 400 000    | 1 540 000   | 1 012 931     | 3 952 931     |
| 2020  | 1 400 000    | 1 260 000   | 464 658       | 3 124 658     |

## Séries spéciales
Outre les séries annuelles belle épreuve et brillant universel, des dollars Sacagawea avec des finitions spéciales sont également émis. 
| Année et Monnaie | Pièce                                                                                 | Frappes |
| ---------------- | ------------------------------------------------------------------------------------- | ------- |
| 2000-D           | Set de pièces de monnaie et de devises du millénaire avec une finition polie spéciale | 75 000  |
| 2014-D           | Ensemble de pièces et de monnaies avec finition brillant universel améliorée          | 50 000  |
| 2015-W           | Ensemble de pièces et de monnaies avec finition brillant universel améliorée          | 90 000  |
| 2016-S           | Ensemble de pièces et de monnaies avec finition brillant universel améliorée          | 75 000  |
| 2017-S           | Coffret de pièces brillant universel améliorées                                       | 225 000 |
| 2019-P           | Ensemble de pièces et de monnaies avec finition brillant universel améliorée          | 50 000  |

## Série
En 2007, le Congrès des États-Unis autorise l'émission, à partir de 2009, d'une série commémorant l'apport de la communauté amérindienne à l'histoire des États-Unis, à raison d'une pièce par an, en parallèle à l'émission de pièces de 1 dollar commémorant les Présidents des États-Unis. L'avers portera toujours l'effigie de Sacagewea. Seule la date sera déplacée sur la tranche.
| 2009                                               | |
| Culture des trois sœurs (courge, maïs et haricots) | |
|                                                    | Amérindienne cultivant des courges, du maïs et des haricots. En haut, le nom du pays émetteur UNITED STATES OF AMERICA. En bas, la valeur nominale $1. |
| Graveur : Norm Nemeth                              | |

| 2010                                                               | |
| Constitution de la nation iroquoise                                | |
|                                                                    | La ceinture de Hiawatha avec 5 flèches au-dessus du mot HAUDENOSAUNEE (Iroquois) et de la légende GREAT LAW OF PEACE (Grande loi de paix). En haut, la mention du pays émetteur UNITED STATES et la valeur nominale $1. |
| Graveur : Thomas Cleveland (création) Charles L. Vickers (gravure) | |

| 2011                                                        | |
| Traité des Wampanoags (1621)                                | |
|                                                             | Main du chef amérindien Massasoit tendant un calumet de la paix au Gouverneur John Carver au-dessus de la légende WAMPANOAG TREATY et l'année 1621. En haut, la mention du pays émetteur UNITED STATES et la valeur nominale $1. |
| Graveur : Richard Masters (création) Joseph Menna (gravure) | |

| 2012                                                              | |
| Les routes commerciales du 17e siècle                             | |
|                                                                   | Effigie d'un Amérindien à côté de la tête d'un cheval. Dans le fond, trois chevaux galopant au-dessus de la valeur nominale $1. En haut, à gauche, la mention du pays émetteur UNITED STATES OF AMERICA. |
| Graveur : Thomas Cleveland (création) et Phebe Hemphill (gravure) | |

| 2013                                                       | |
| Traité avec les Delawares                                  | |
|                                                            | Représentation d'une dinde, d'un loup hurlant et d'une tortue (représentant les clans des Delawares), accompagnés d'un arc de cercle de 13 étoiles. En bas, la légende TREATY WITH THE DELAWARES (traité avec les Delawares) et l'année 1778. En haut, à droite, la mention du pays émetteur UNITED STATES OF AMERICA. |
| Graveur : Susan Gamble (création) Phebe Hemphill (gravure) | |

| 2014                                                                       | |
| Hospitalité amérindienne assurant le succès de l'expédition Lewis et Clark | |
|                                                                            | Amérindien offrant un calumet et Amérindienne offrant du poisson et des céréales. En haut, une boussole montrant le Nord-Ouest (NW). À droite, la valeur nominale $1. À gauche, la mention du pays émetteur UNITED STATES OF AMERICA. |
| Graveur : Chris Costello (création) Joseph Menna (gravure)                 | |

| 2015                                                            | |
| Les travailleurs du fer mohawks                                 | |
|                                                                 | Travailleur mohawk travaillant en haut d'un building devant une vue aérienne de New York. En bas, la légende MOHAWKS IRONWORKERS (travailleurs du fer mohawks). En haut, la mention du pays émetteur UNITED STATES OF AMERICA. |
| Graveur : Ronald D. Sanders (création) Phebe Hemphill (gravure) | |

| 2016                                                           | |
| Code talkers pendant les Première et Seconde Guerres mondiales | |
|                                                                | Deux casques posés, chacun, sur une plumes formant le V de victoire. Sous le casque de gauche, les lettres WWI (pour World War I, Première Guerre mondiale) et, sous le casque de droite, les lettres WWII (pour World War II, Seconde Guerre mondiale). En bas, la légende CODE TALKERS. En haut, la mention du pays émetteur UNITED STATES OF AMERICA, en trois lignes et la valeur nominale $1. |
| Graveur : Thomas D. Rogers, Sr (création)                      | |

| 2017                                                             | |
| Sequoyah (1776-1843)                                             | |
|                                                                  | Effigie de profil de l'orfèvre cherokee Sequoyah écrivant ᏍᏏᏉᏯ ᏣᏔᎩᎯ ᎠᏰᎵᏒᎯ (Sequoyah de la nation cherokee) dans le syllabaire cherokee qu'il a inventé. Au niveau de ses yeux, son nom en anglais Sequoyah. En haut, à gauche, la mention du pays émetteur UNITED STATES of AMERICA. En bas, à gauche, la valeur nominale $1. |
| Graveur : Chris Costello (création) Charles L. Vickers (gravure) | |

| 2018                       | |
| Jim Thorpe (1888-1953)     | |
|                            | Effigie de face du joueur de football américain Jim Thorpe, derrière une scène de football. En haut, à droite, son nom JIM THORPE. Juste en dessous, la valeur nominale $1 et son nom en Sauk et Fox WA-THO-HUK. En bas, la mention du pays émetteur UNITED STATES of AMERICA. |
| Graveur : Michael Gaudioso | |

| 2019                     | |
| Mary G. Ross (1908-2008) | |
|                          | Représentation de la mathématicienne Mary G. Ross en train d'écrire. En haut, à droite, un astronaute. À gauche, un lanceur de fusée, et une formule mathématique V2∞ = V2 - 2µ/r dans la fumée provoquée par la fusée. À droite, la valeur nominale $1. En haut, la mention du pays émetteur UNITED STATES OF AMERICA. |
| Graveur : Joseph Menna   | |

| 2020                              | |
| Elizabeth Peratrovich (1911-1958) | |
|                                   | Représentation de la militante Elizabeth Peratrovich. En bas à gauche se trouve un corbeau tlingit, la communauté amérindienne dont elle fait partie. Au centre, son nom ELIZABETH PERATROVICH. À droite, la valeur nominale $1. En haut, la mention du pays émetteur UNITED STATES OF AMERICA. En bas, la mention ANTI-DISCRIMINATION LAW OF 1945. |
| Graveur : Phebe Hemphill          | |

### Tranche

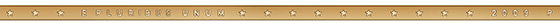
Tranche depuis 2009.